# Jaak Tarien

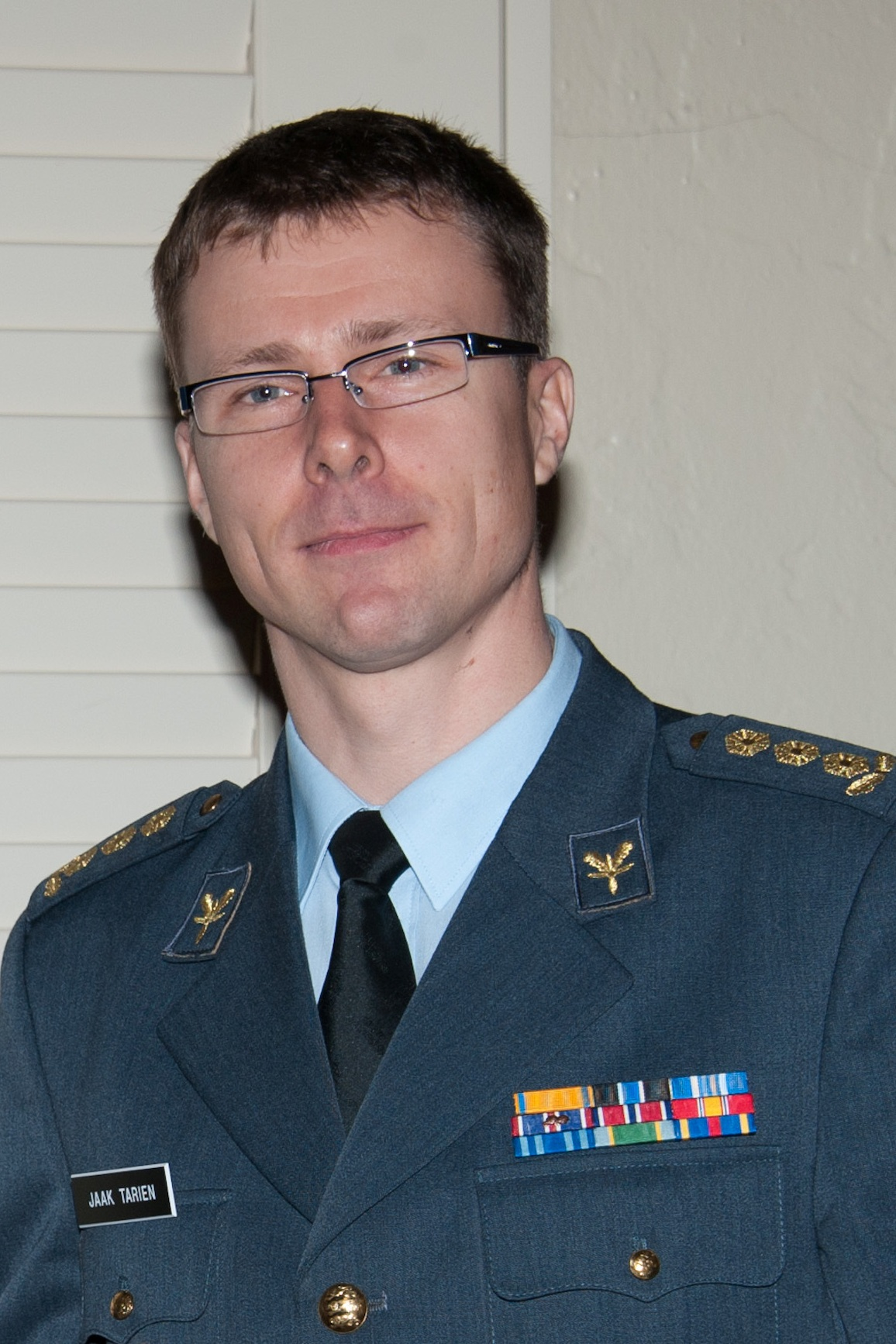
Jaak Tarien (2014)

Jaak Tarien (* 29. Juli 1974) ist ein estnischer Reserveoffizier im Range eines Brigadegenerals. Von 2012 bis 2018 war er Befehlshaber der dortigen Luftstreitkräfte. Anschließend war er von September 2018 bis Juni 2022 als Direktor des NATO Cooperative Cyber Defence Centre of Excellence tätig.

## Leben

### Militärische Laufbahn
Beförderungen
- Leutnant (1998)
- Oberleutnant (2001)
- Hauptmann (2003)
- Major (2006)
- Oberstleutnant (2010)
- Oberst (2013)
- Brigadegeneral (2022)

Nach seiner Offiziersausbildung an der United States Air Force Academy (1994–1998) wurde Jaak Tarien ab 1998 bei den estnischen Luftstreitkräften tätig. In den nächsten Jahren folgten dort verschiedene Verwendungen. Außerdem besuchte er Aufbaustudien am Air Command and Staff College (2004–2005) und am Baltic Defence College (2010). Im August 2012 wurde er zum Befehlshaber der Luftstreitkräfte seines Heimatlandes ernannt und 2013 zum Oberst befördert. Auf dem Posten verblieb er knapp sechs Jahre und wurde im Juli 2018 von Riivo Valge abgelöst.
Anschließend übernahm er den Posten des Direktors des NATO Cooperative Cyber Defence Centre of Excellence (CCDCOE). Auf diesem wurde er im Juni 2022 zum Brigadegeneral befördert. Noch im selben Monat wurde aus dem aktiven Militärdienst verabschiedet und in die Reserve versetzt. Zudem wurde Tarien am 29. Juni 2022 als Direktor des CCDCOE abgelöst.